# سفارة قبرص في بولندا
سفارة قبرص في بولندا هي أرفع تمثيل دبلوماسي لدولة قبرص لدى بولندا. تقع السفارة في وهي تهدف لتعزيز المصالح القبرصية في بولندا.

## وصلات خارجية
- الموقع الرسمي
- قائمة سفارات قبرص
- قائمة السفارات في بولندا